# Plaque Lwandle

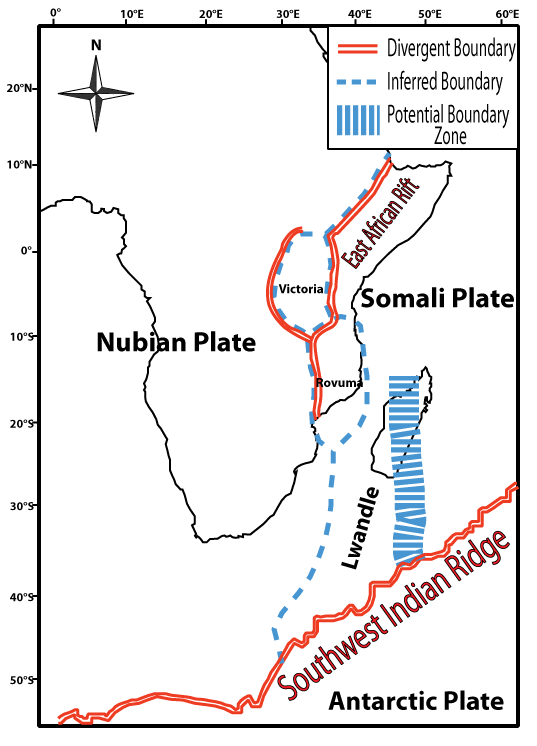
La plaque Lwandle et ses plaques voisines sont représentées. Cette figure est simplifiée, modifiée à partir de Stamps et al. 2008.

La plaque de Lwandle est l'une des trois micro-plaques tectoniques, avec la plaque de Rovuma et la plaque Victoria, qui composent la plaque africaine avec la plaque somalienne et la plaque nubienne. Sa découverte est très récente, donc la vitesse de la plaque n'est pas bien connue ni bien comprise. De nombreuses expériences sont en cours pour calculer et quantifier cela. La plaque Lwandle se situe entre 30°E et 50°E, elle partage donc une frontière avec les plaque nubienne, plaque somalienne et plaque antarctique.
La plaque Lwandle est en grande partie océanique et elle se situe au large de la côte sud-est de l'Afrique. On pense actuellement que la partie sud de Madagascar forme une partie de la plaque Lwandle, avec l'une des frontières de la plaque traversant l'île,,.

## Découverte

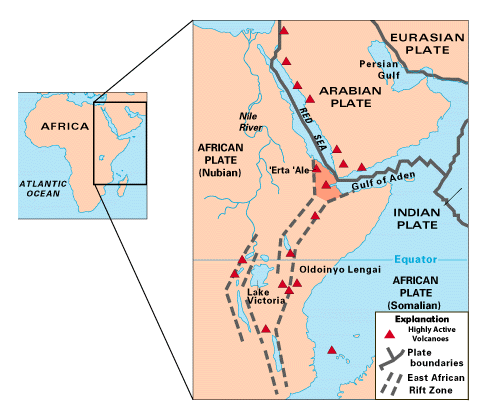
Le rift est-africain, où trois plaques s'éloignent l'une de l'autre : la plaque arabique et deux parties de la plaque africaine - la nubienne et la somalienne - ce qui a finalement conduit à la formation de la plaque de Lwandle ainsi que d'autres micro-plaques. Le triangle Afar, au centre, est une triple jonction qui sépare les trois plaques.

Pendant de nombreuses années, il a été largement admis que la cassure du système du rift est-africain, il y a 22 à 25 millions d’années, résulte de la division de la plaque africaine en deux plaques plus petites : la plaque somalienne et la plaque nubienne. Cependant, plus récemment, grâce à  la technologie GPS et à l’intégration des données sismiques, il a été découvert que ce rift a créé trois micro-plaques supplémentaires : la plaque de Lwandle, la plaque Victoria et la plaque de Rovuma.
Les tremblements de terre se produisent le plus souvent aux limites des plaques et ont été utilisés comme guide pour prédire l'emplacement de nombreuses limites de plaques,. L'existence de la plaque Lwandle a été avancée après avoir étudié les données sismiques dans des zones que l'on pensait autrefois être l'intérieur des plaques nubienne et somalienne. En incluant la plaque Lwandle dans leur calcul, les chercheurs ont pu déterminer plus précisément l’intersection entre le rift est-africain et la dorsale sud-ouest indienne.
La technologie et les données GPS ont également été introduites dans le but de montrer avec certitude la différence entre la plaque somalienne et la plaque nubienne. En utilisant les données GPS, les chercheurs peuvent mesurer la vitesse des plaques tectoniques depuis l'intérieur de ces plaques,,.
L'existence de la plaque Lwandle a été quantifiée pour la première fois en utilisant la fermeture du groupe de plaques Lwandle-Antarctique-Nubienne contrainte par les taux de propagation et les azimuts de transformation le long de la dorsale sud-ouest indienne. La fermeture mathématique du groupe de plaques est obtenue en incluant l'existence de la plaque Lwandle ; en utilisant la fermeture du groupe de plaques, les vitesses des plaques peuvent être calculées à partir des vitesses d'autres plaques,.
En 2008, l'ensemble du système de rift est-africain a été « quantifié » avec succès grâce à l'intégration des données GPS et des données sismiques avec les contraintes de taux de propagation et d'azimut de transformation.
Il existe très peu d’études qui étudient directement la plaque Lwandle. Les premières études sur la plaque Lwandle se sont principalement concentrées sur la tentative de quantification de la mécanique du système du rift africain,. Pour cette raison, l’évolution et la formation présumées des micro-plaques ne sont pas bien connues.

## Évolution
Au début, on pensait que la plaque Lwandle faisait partie de la plaque somalienne. Voici deux modèles qui montrent comment la réflexion sur la plaque Lwandle a évolué.
| Modèle tectonique excluant la plaque Lwandle                                        | Modèle tectonique incluant la plaque Lwandle           |
| ----------------------------------------------------------------------------------- | ------------------------------------------------------ |
| Dans ce modèle, Lwandle est considéré comme faisant partie de la plaque somalienne. | Dans ce modèle, Lwandle est une propre plaque séparée. |

## Types de frontières
La majorité des frontières de la plaque Lwandle ne sont pas bien comprises. Ce que l'on sait est :
- Frontière sud – La dorsale sud-ouest indienne, une dorsale à propagation ultra-lente avec un taux de propagation lent d'environ 12 à 18 mm/an, sert de frontière sud[1],[15]. Cette dorsale en expansion sépare la plaque Lwandle de la plaque Antarctique[16].
- Frontière est – À l’est, la frontière serait peut être la frontière la plus diffuse. Des études sont actuellement en cours pour tenter de déterminer l'emplacement exact de cette frontière ; on pense qu'elle traverse Madagascar, ce qui en fait la seule frontière de la plaque Lwandle qui ne soit pas purement océanique. Les vecteurs de glissement des tremblements de terre sont la principale contrainte qui prédit les frontières actuelles des plaques. La vitesse prédite à cette frontière est de 1,3–1,4 mm/an[3]. Cette frontière sépare la plaque Lwandle de la plaque somalienne[3].
- Frontière ouest – La frontière ouest est particulièrement mal connue ; il y a très peu d’activité sismique le long de cette frontière[10]. Malgré cela, une anomalie magnétique du fond marin inadaptée suggère fortement qu'un mouvement existe[3],[17]. Certains modèles suggèrent qu'il s'agit d'une limite de décrochement latérale droite avec un taux d'environ 1 mm/an, avec une certaine extension[5]. D’autres encore suggèrent que le mouvement a cessé à cette frontière il y a environ 11 millions d’années[3],[18]. Cette frontière sépare la plaque Lwandle de la plaque nubienne[3].
- Frontière nord – Bordant la plaque de Lwandle au nord se trouve la plaque de Rovuma[5].

## Mouvements modernes
Les données GPS associées aux données de glissement des tremblements de terre sont utilisées pour estimer la vitesse de la plaque Lwandle et de ses voisines. La vitesse de la plaque Lwandle, par rapport aux plaques nubienne et somalienne, est estimée comme très lente (1–2 mm/an). Avec ce faible taux de mouvement, on s'attend à ce que cette zone connaisse peu d'activité sismique, chose que les données confirment. Bien que la plaque Lwandle se déplace plus rapidement par rapport à la plaque antarctique que par rapport aux plaques nubienne et somalienne, cette dorsale en expansion est l'une des plus lentes de la planète Terre, s'étendant à moins de la moitié du rythme de croissance des ongles humains. Il semble que la plaque Lwandle restera dans sa position actuelle pendant un certain temps.